# Gran Premio Montelupo 1970
Il Gran Premio Montelupo 1970, sesta edizione della corsa, si svolse il 25 luglio 1970 su un percorso di 176 km. La vittoria fu appannaggio dell'italiano Giancarlo Polidori, che completò il percorso in 4h16'00", precedendo i connazionali Felice Gimondi e Romano Tumellero.
Sul traguardo di Montelupo Fiorentino 66 ciclisti portarono a termine la competizione. 

## Ordine d'arrivo (Top 10)
| Pos. | Corridore          | Squadra             | Tempo    |
| ---- | ------------------ | ------------------- | -------- |
| 1    | Giancarlo Polidori | Scic                | 4h15'00" |
| 2    | Felice Gimondi     | Salvarani           | s.t.     |
| 3    | Romano Tumellero   | Ferretti            | s.t.     |
| 4    | Mauro Vannucchi    | Hertekamp-Magniflex | s.t.     |
| 5    | Renato Laghi       | Sagit               | s.t.     |
| 6    | Pietro Di Caterina | Faemino-Faema       | s.t.     |
| 7    | Roberto Poggiali   | Salvarani           | s.t.     |
| 8    | Giuseppe Rosolen   | Filotex             | a 20"    |
| 9    | Pietro Guerra      | Salvarani           | s.t.     |
| 10   | Sandro Quintarelli | Cosatto-Marsicano   | s.t.     |